# Дмитрий Пожарский (крейсер)
«Дмитрий Пожарский» — советский крейсер проекта 68-бис.

## История строительства
Заводской номер: 445.
- 31 августа 1951 года — зачислен в списки ВМФ.
- 28 февраля[1] 1952 года — заложен на ССЗ № 189 («Завод им. С. Орджоникидзе», Ленинград).
- 25 июня 1953 года — спущен на воду.
- 31 декабря 1954 года — введен в строй.

## История службы
- 31 января 1955 года — вошел в состав 4-го ВМФ.
- 24 февраля 1955 года — принято решение о переводе на Северный флот в составе экспедиции особого назначения ЭОН-65 (46 вымпелов) по Северному морскому пути.
- 12 мая 1955 года — крейсер вышел в поход из Балтийска, 17 мая прибыл в Североморск[2].
- 7 июля 1955 года в составе ЭОН-65 вышел из Североморска.
- 7 сентября 1955 года — после перехода из Североморска на Дальний Восток переведен в КТОФ.
- 21-26 июня 1956 года — визит в Шанхай.
- В 1964 году имея на борту курсантов ТОВВМУ, выполнил поход по маршруту: Японское море, Восточно-Китайское море, Южно-Китайское море, Филиппинское море и через Сангарский пролив возвратился во Владивосток.
- 28-31 марта 1968 года — визит в Мадрас.
- 3-6 апреля 1968 года — визит в Бомбей.
- 17-24 апреля 1968 года — визит в Могадишо.
- 11-19 мая 1968 года — визит в Умм-Каср, Ирак.
- 25 мая — 2 июня 1968 года — визит в Карачи.
- 5-9 июня 1968 года — визит в Бендер-Аббас.
- 25-28 июня 1968 года — визит в Аден.
- 6-11 июля 1968 года — визит в Коломбо.
- 25 апреля 1969 года — 23 октября 1970 года — проходил капремонт на «Дальзаводе» во Владивостоке.
- В 1971 году — поход с курсантами по маршруту 1964 года.
- 10 ноября 1974 года — 10 июня 1975 года — несение боевой службы, Индийский океан. Слежение за авианосцем «Констелейшен». Заходы Мадрас, Могадишо, Аден, Порт-Луи.
- Прибыв в Порт-Луи (Маврикий), экипаж корабля с 15 февраля по 1 марта 1975 г. вместе с ПМ-125 две недели оказывал помощь его населению, пострадавшему от последствий тропического урагана «Жервез».[3]
- июнь-июль 1977 года морская практика курсантов 1-го курса ТОВВВМУ им. С. О. Макарова. Обошли вокруг Японии, через Корейский пролив, далее с заходом в Советскую Гавань (стоянка 3 дня) и обратно во Владивосток через четвёртый Курильский пролив и через пролив Лаперуза.
- 30 января 1979 года — поставлен в средний ремонт на «Дальзаводе» во Владивостоке.
- 5 марта 1987 года — разоружен и исключен из состава ВМФ.
- 16 сентября 1987 года — расформирован.
- 1990 год — продан частной индийской фирме на металл.

## Командиры
- Григорьев Виктор Гаврилович
- Колышкин И. М. (1955—1956)
- Казенный Б. В. (1956—1957)
- Щербаков А. А. (1957—1961)
- Косяченко Марк Алексеевич (1961—1963)
- Дорогин Л. Н. (1963—1965)
- Ясаков Н. Я. (1965—1968)
- Сидоров А. М. (1968—1969)
- Довбня Петр Иванович (1969—1972)
- Громов Феликс Николаевич (октябрь 1972 — октябрь 1975)
- Сергеев Валерий Николаевич (октябрь 1975 — март 1979)
- Мишанов Валентин Григорьевич